# Clifford Jordan
Clifford Jordan (Chicago, 1931. szeptember 2. – Manhattan, 1993. március 27.) amerikai tenorszaxofonos.

## Pályakép
Chicagóban Max Roach és Sonny Stitt partnere volt. Rhythm and blues együttesekkel lépett fel. 1957-ben New Yorkba költözött. Három albumot rögzített a Blue Note számára. Ekkor  többek között Horace Silver, J.J. Johnson és Kenny Dorham volt a társa. Az 1964-es európai turnéján Eric Dolphival együtt a Charles Mingus Sextet tagja volt.
Randy Westonnal Afrikában turnézott; Belgiumban és Párizsban koncertezett. A későbbi években saját együtteseket vezetett.

## Lemezeiből
- Blowing In From Chicago: 1957
- Cliff Craft: 1957
- Cliff Jordan: 1957
- Spellbound: 1960
- Bearcat: 1961
- Charles Mingus: The Great Concert: Paris 1964
- These Are My Roots: Clifford Jordan Plays Leadbelly: 1965
- Glass Bead Games: 1974
- The Highest Mountain: 1975
- Two Tenor Winner!: 1984